# Pregnenolon
Pregnenolon ist ein Derivat des Pregnans (C21-Steroid) und wird aus Cholesterol gebildet.

## Biosynthese
Pregnenolon wird aus Cholesterol durch Hydroxylierung an C20 und C22 mit anschließender Abspaltung der Seitenkette gebildet. Die Konversion wird durch das Enzym Cholesterin-Monooxygenase in den Mitochondrien katalysiert und durch die Hypophysenhormone ACTH, FSH, LH kontrolliert.

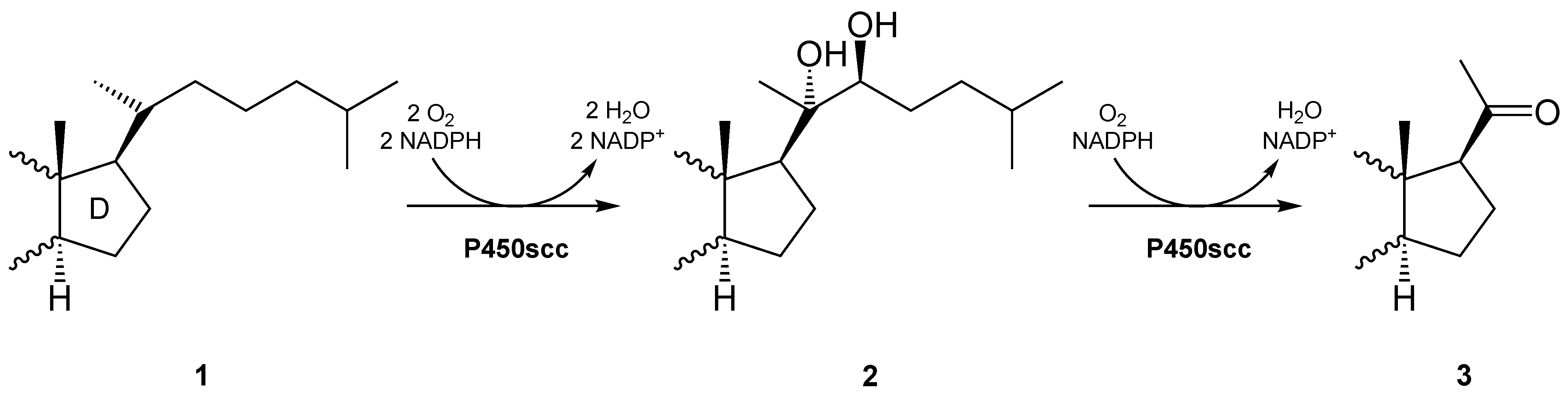
P450scc katalysiert die Umwandlung von Cholesterin (1) zu Pregnenolon (3) über die Zwischenverbindung 20α,22β-Dihydroxycholesterin (2).

Der notwendige Transport von Cholesterin vom Zytosol in die Mitochondrien erfolgt durch Bindung an das StAR-Protein, ein Transportprotein in der mitochondriellen Membran. Über den genauen Transport von Pregnenolon aus den Mitochondrien ist noch nichts bekannt.

## Prohormon
Pregnenolon ist ein Prohormon der Steroidhormone und kann enzymatisch weiter zu Progesteron oder 17α-Hydroxypregnenolon konvertiert werden.

## Verwendung und therapeutische Wirksamkeit
Pregnenolon blockiert in Tierversuchen an Mäusen und Ratten die Aktivierung des Cannabinoid-Rezeptors Typ 1 (CB1), der u. a. durch ∆9-Tetrahydrocannabinol (THC), den psychoaktiven Hauptbestandteil von Hanf (Cannabis sativa), aktiviert wird. Es könnte somit als Antagonist wirken.